# Oakley Street (Chelsea)
Oakley Street est une rue de Londres. 

## Situation et accès

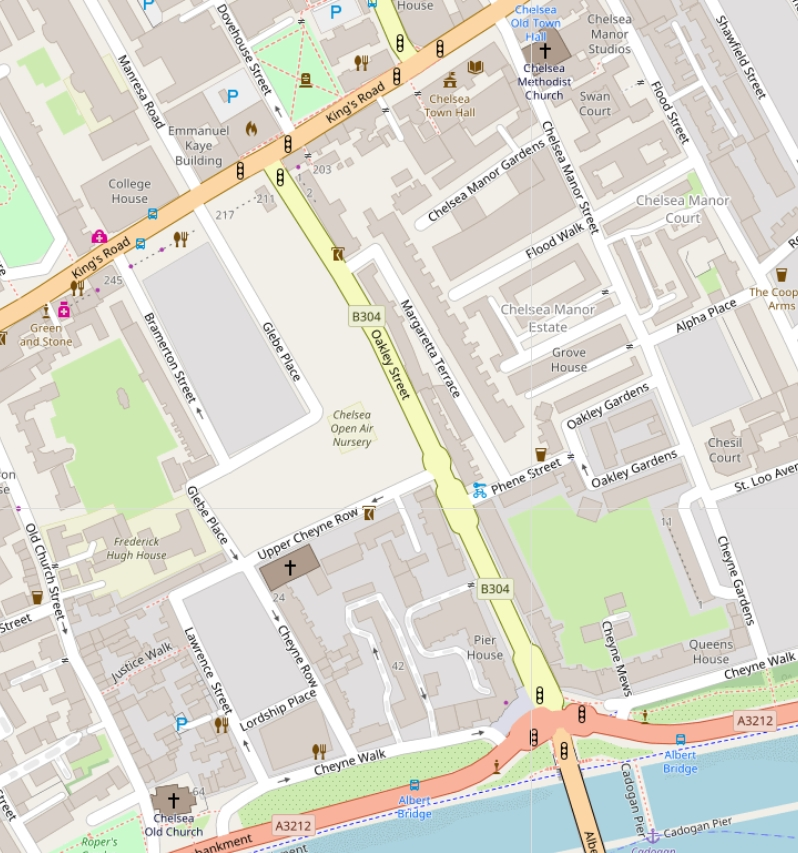
Carte du quartier : Oakley Street figure au centre, en jaune.

Elle se trouve dans le quartier royal de Kensington et de Chelsea, à Londres. Longue d'environ 420 mètres, elle s'étend à peu près du nord au sud de King's Road jusqu'au croisement avec Cheyne Walk et la Tamise, où elle se poursuit sous les noms Albert Bridge et Albert Bridge Road. 
Les stations de métro les plus proches sont South Kensington, où circulent les trains des lignes  Circle  District  Piccadilly et  Sloane Square, desservie par les lignes  Circle  District.

## Origine du nom
La rue a été nommée d'après le baron Cadogan d'Oakley,. 

## Historique

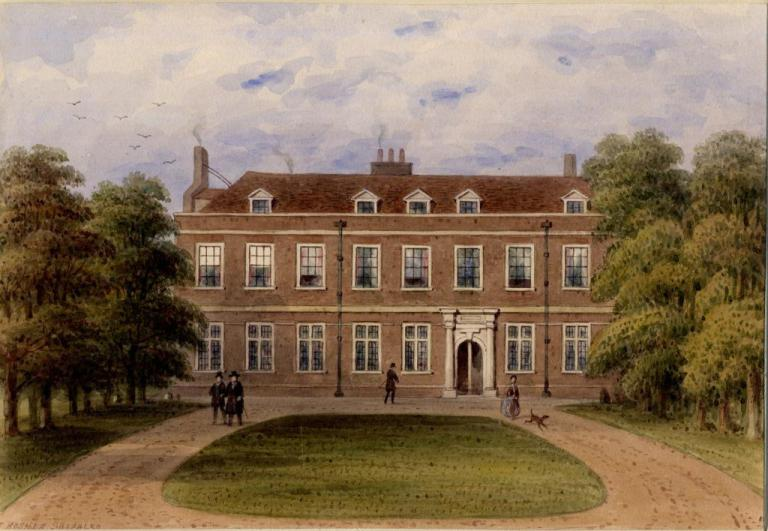
La Winchester House, ancienne résidence des évêques de Winchester.

Une grande partie de la rue est aménagée sur le site de la Winchester House, ancienne résidence des évêques de Winchester de 1664 au début du XIXe siècle. Tombant en ruine, celle-ci est vendue, avec son terrain, au comte Cadogan en 1823. Elle est finalement démolie en 1825.
En 1850, on compte une dizaine de maisons à l’extrémité nord de la rue et quatre à son extrémité sud. 

## Bâtiments remarquables et lieux de mémoire

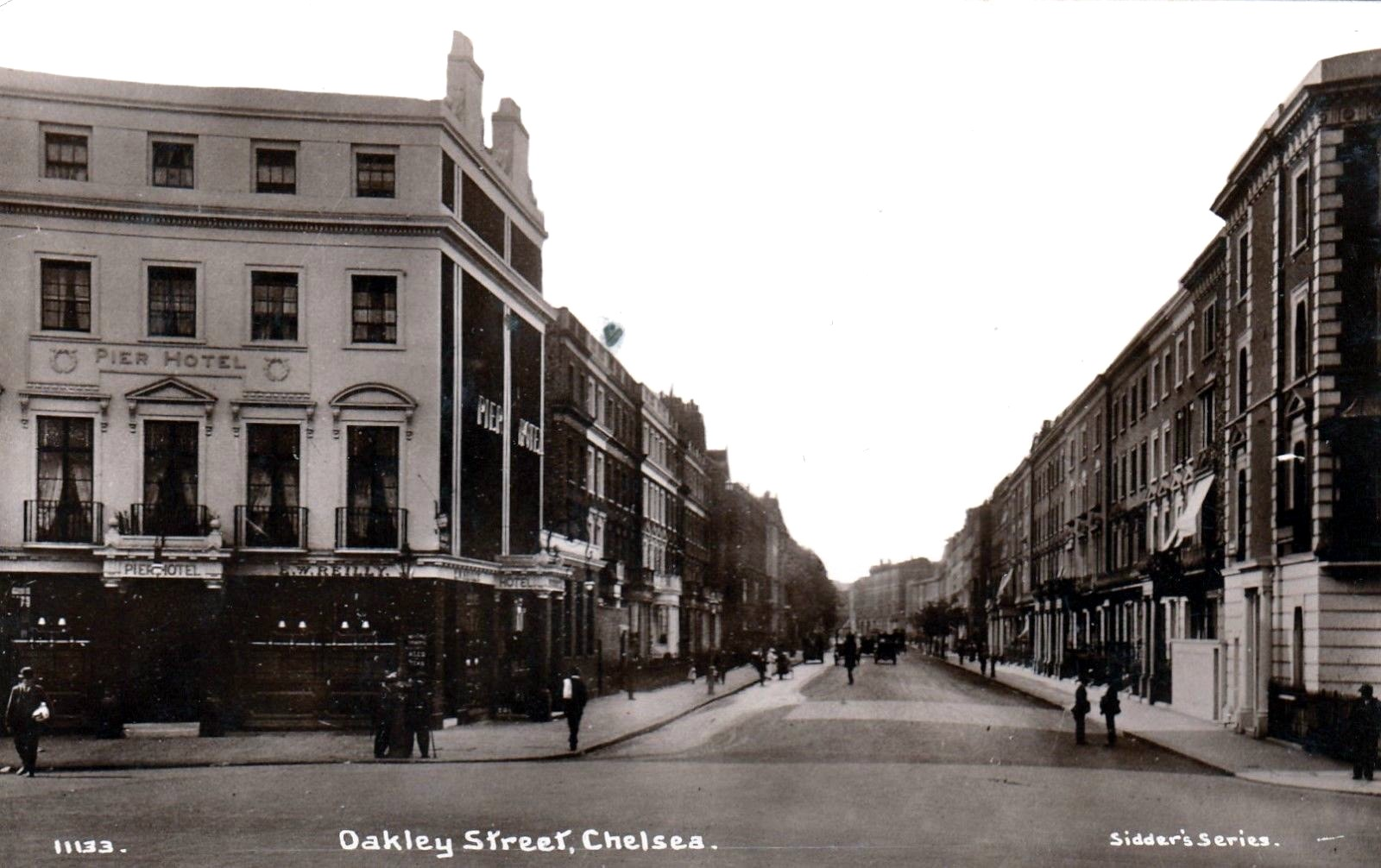
Carte postale montrant Oakley Street et l'hôtel Pier, vers 1910.

Les numéros 1 à 11, 14 à 25, 26 et 27, 28 à 35 et 101 à 108 d'Oakley Street sont classés en grade II sur la liste du patrimoine national de l'Angleterre.      
- No 42 : c'est à cette adresse que le musicien Bob Marley a emménagé avec sa femme Rita en janvier 1977, après une tentative d'assassinat à la Jamaïque[4].

- No 56 : maison de l'explorateur antarctique Robert Falcon Scott de 1904 à 1908, ainsi que de sa mère et de sa sœur[5](en) ,[6].

- No 87 : cette adresse a accueilli l'écrivain Oscar Wilde (1854-1900) et sa mère Jane Wilde et, de nombreuses années plus tard, le footballeur George Best[7].

- No 89 : maison de David Bowie de 1973 à au moins 1976[7],[8],[9].

- No 93 : à cette adresse ont habité des suffragettes qui, en 1911, refusaient de se soumettre au recensement en indiquant : "pas de vote, pas de recensement"[10].

## Galerie

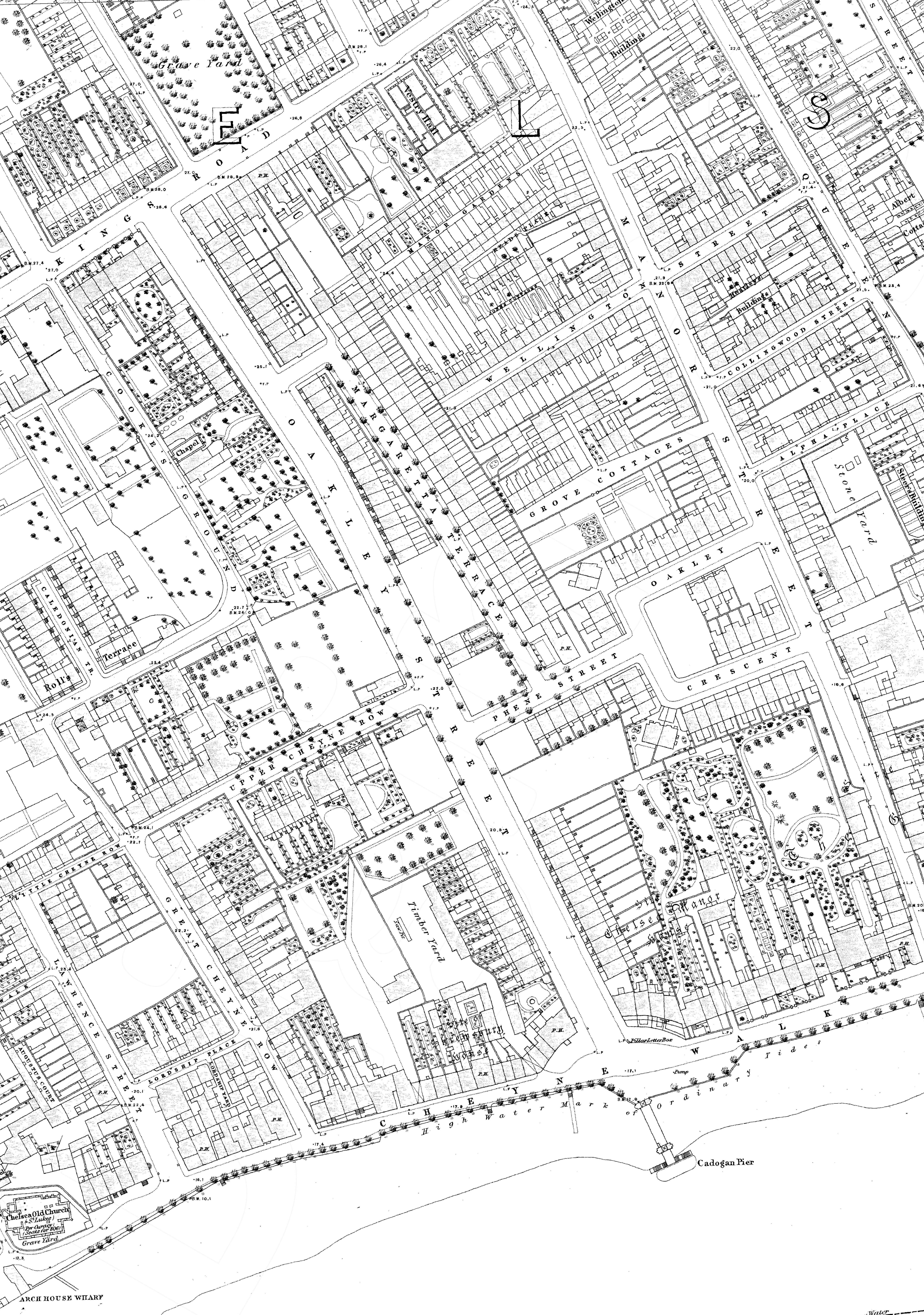
Carte du quartier en 1868.
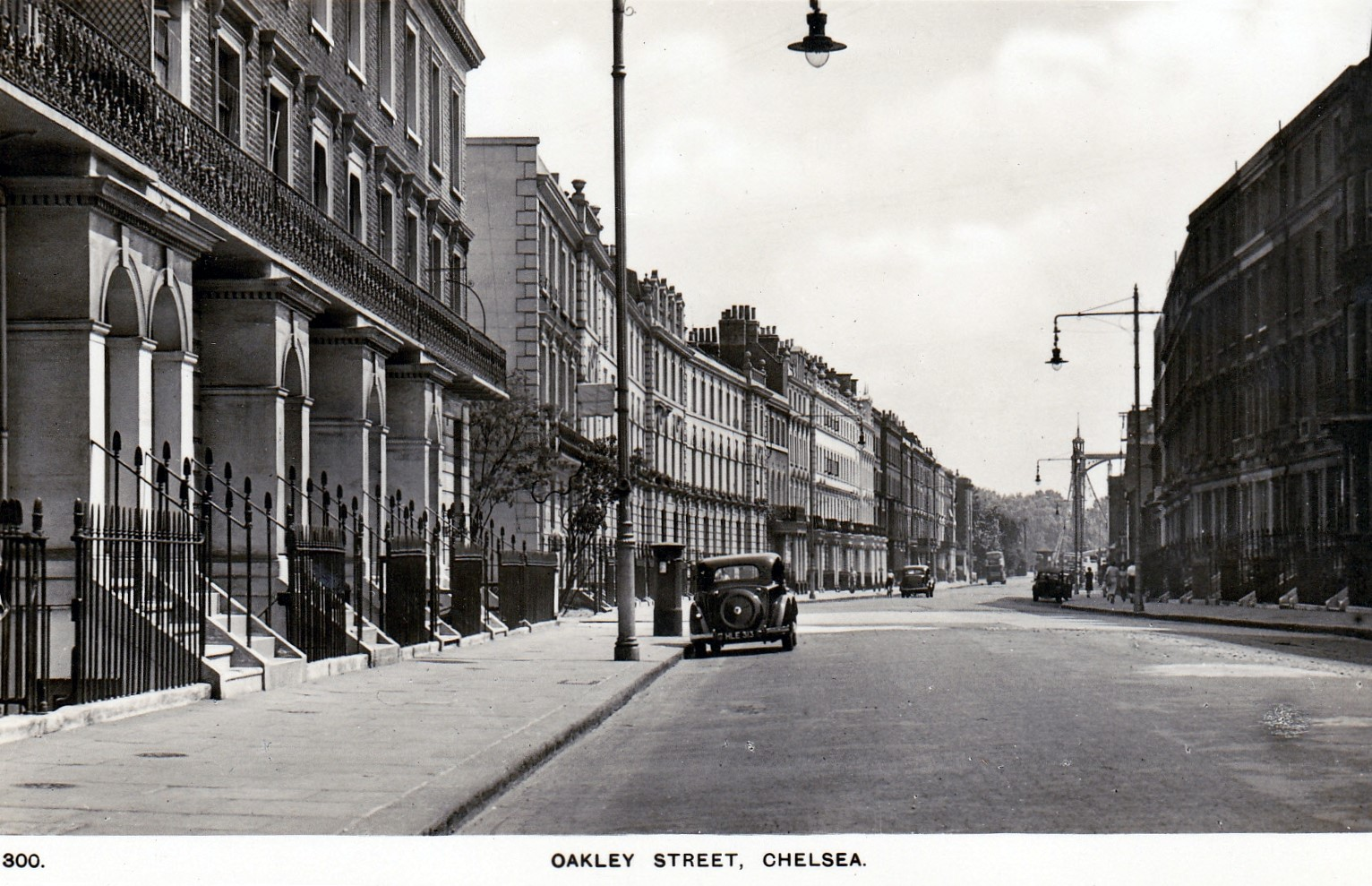
Oakley Street, vers 1930.
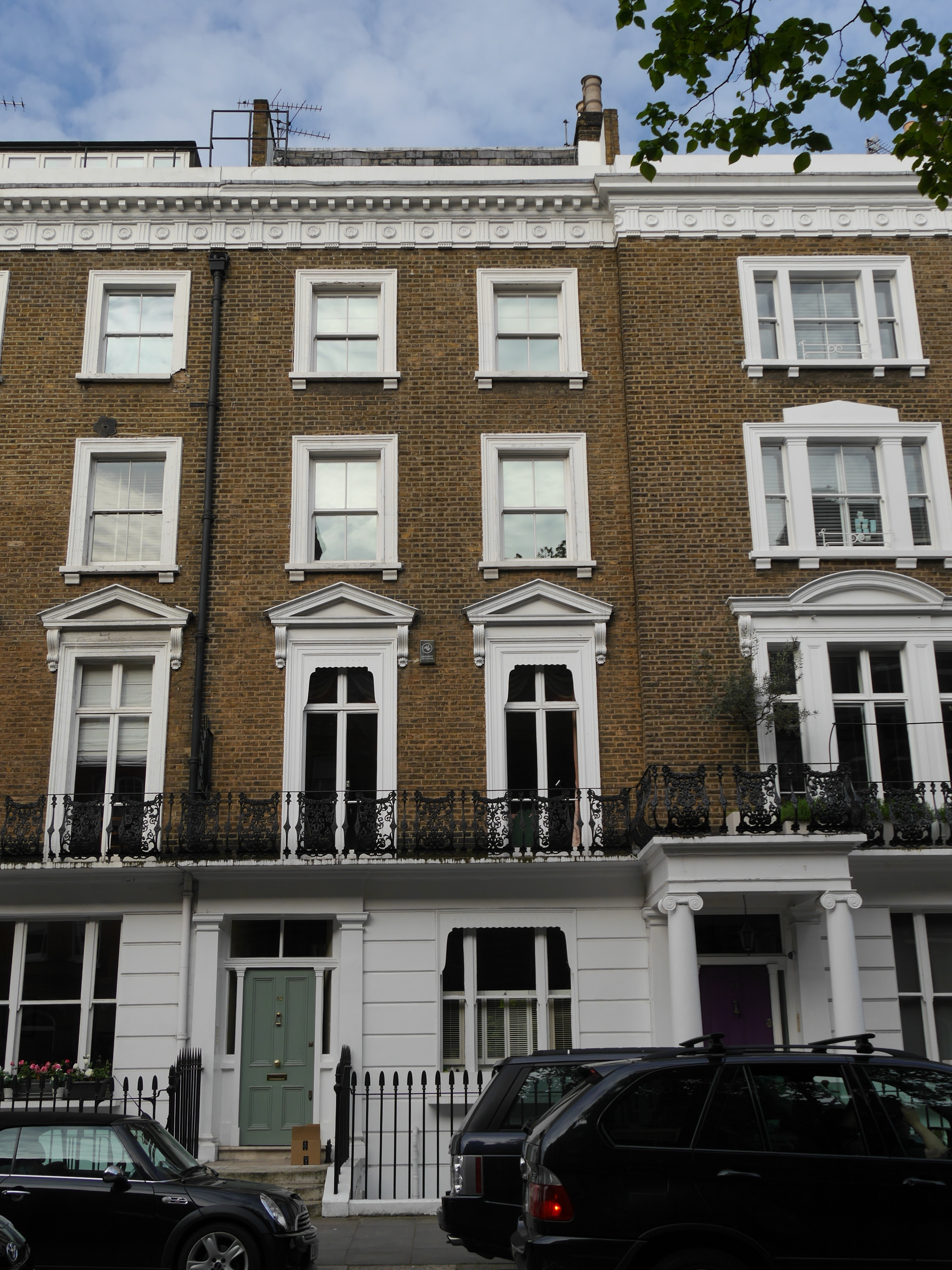
No 42 : Bob Marley y vécut, brièvement, après une tentative d'assassinat.
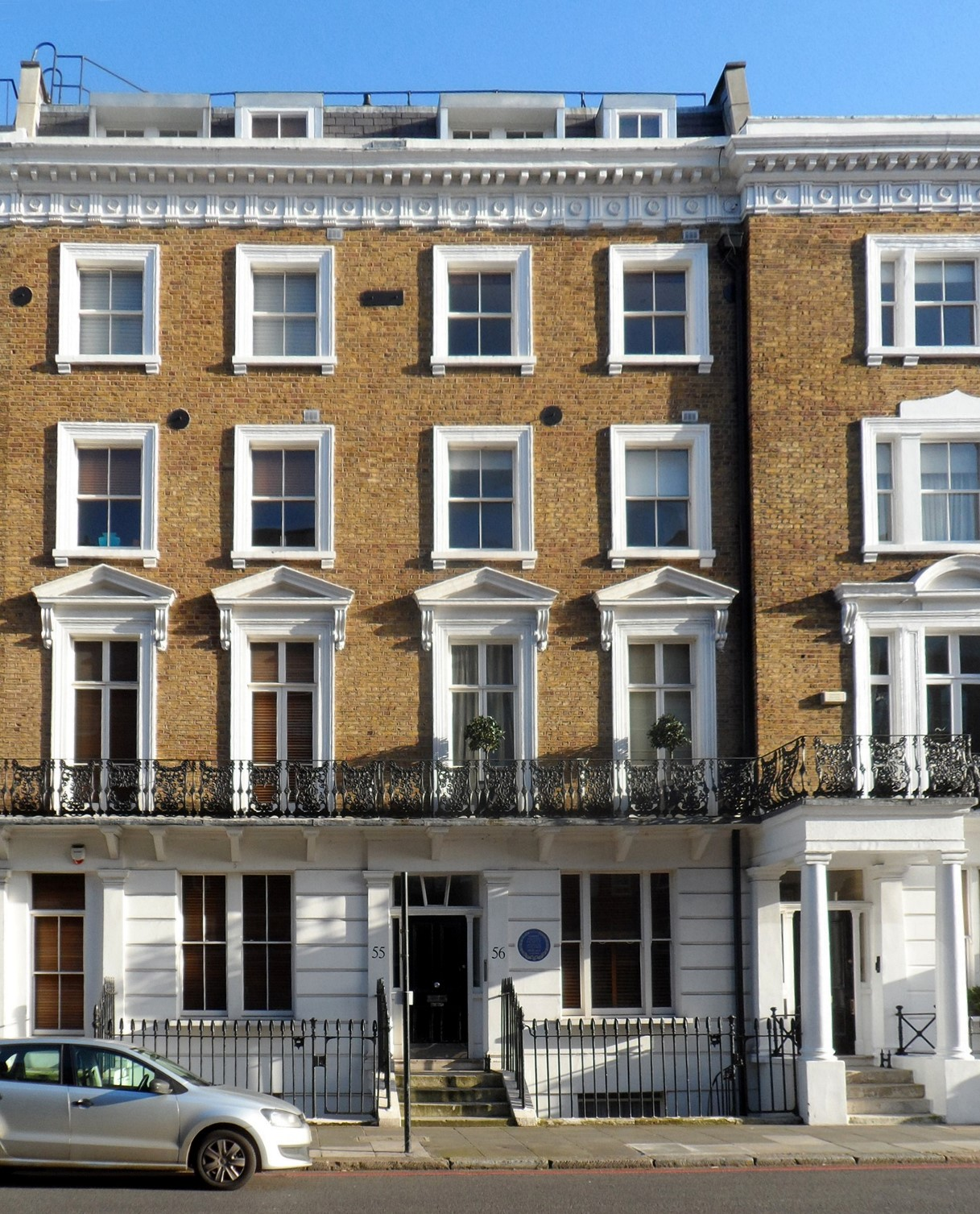
No 56 : ancienne maison de Robert Falcon Scott[5].
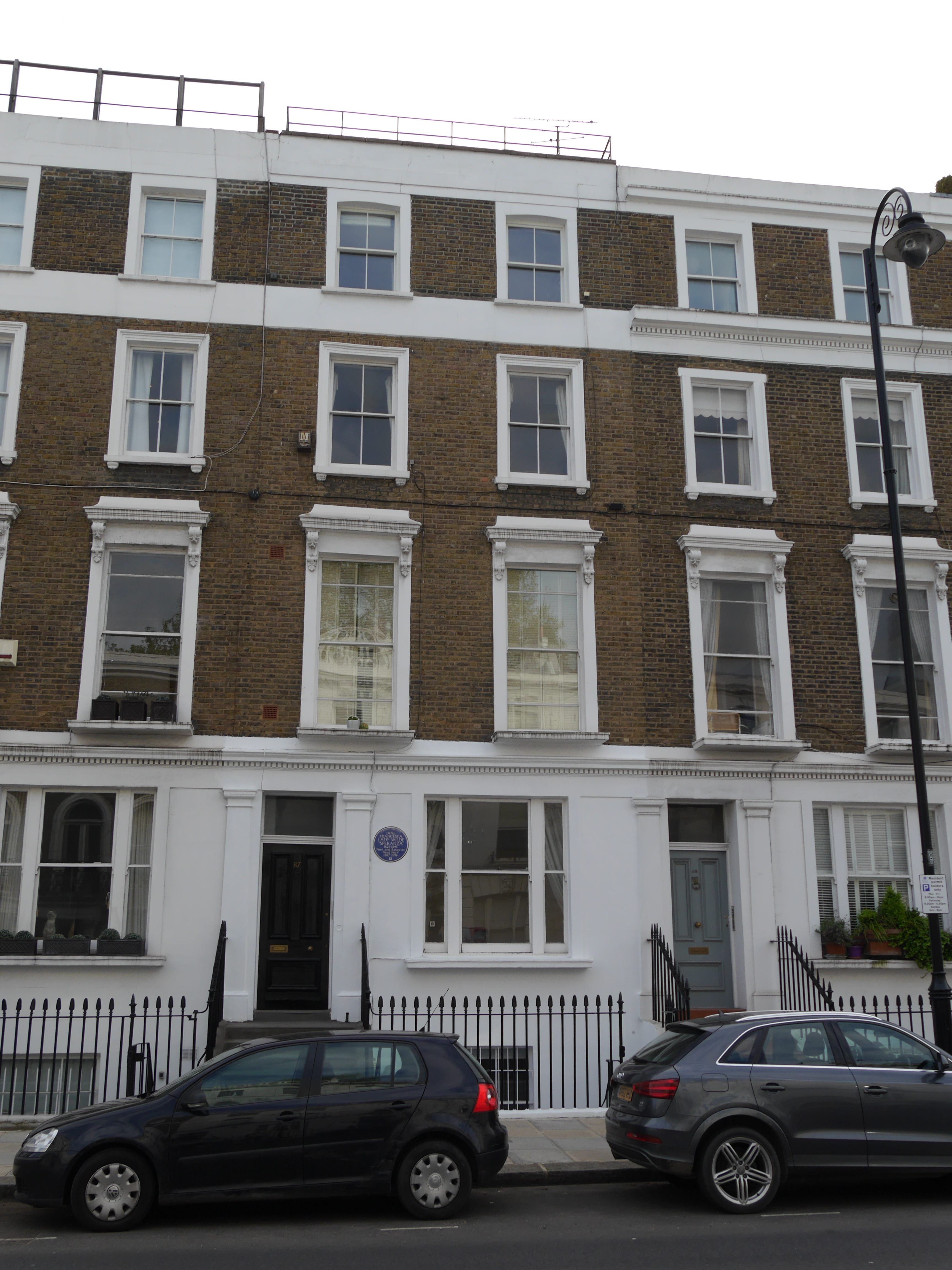
No 87 : ancienne maison d'Oscar Wilde et, plus tard, de George Best.
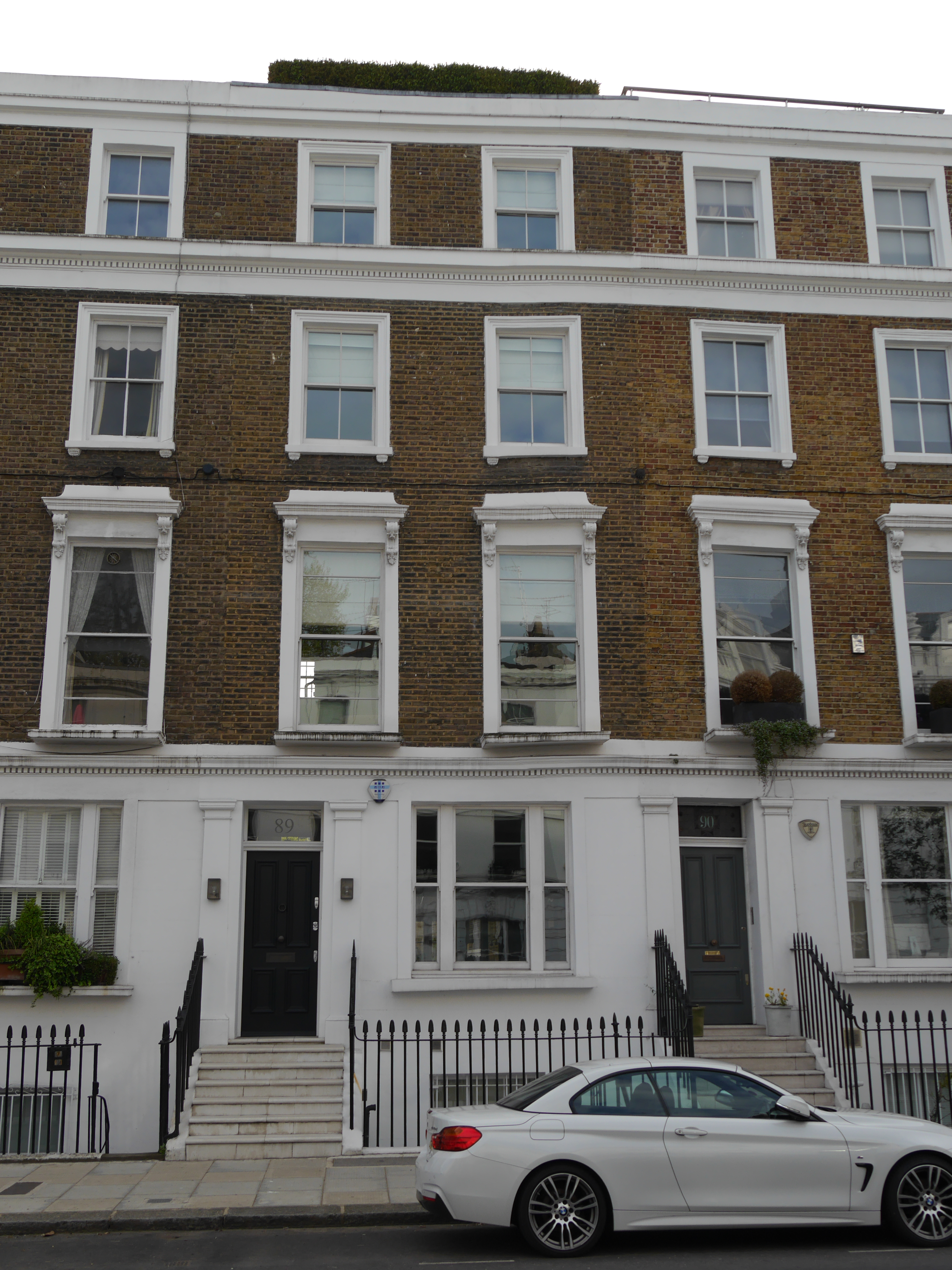
No 89 : ancienne maison de David Bowie dans les années 1970.
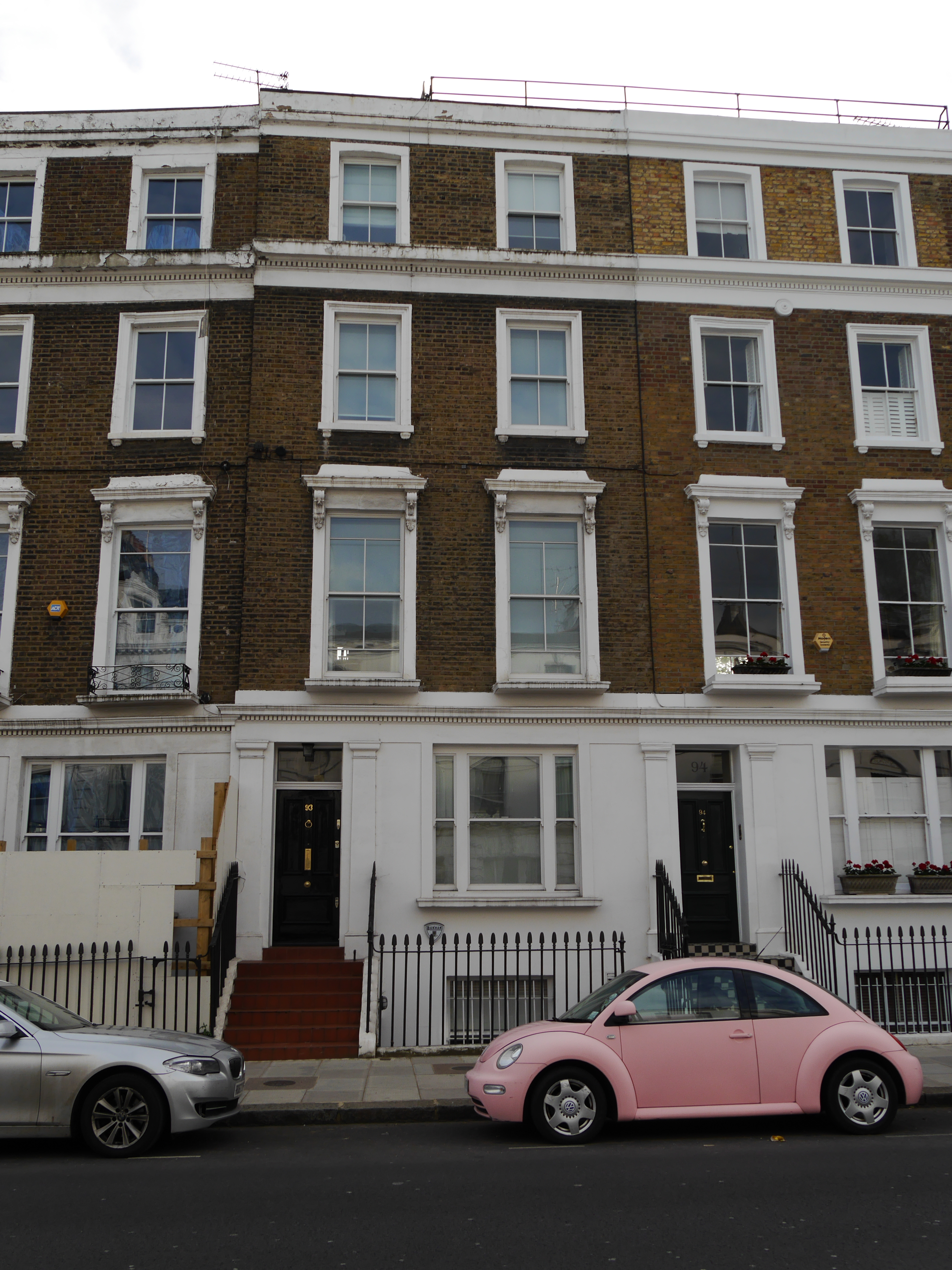
No 93 : maison des suffragettes (1911).